# Seznam medailistů na letních olympijských hrách v běhu na 1 500 m
Historický přehled medailistů v běhu na 1500 m na Letních olympijských hrách:

## Medailisté

### Muži
| Rok  | Místo          | Zlato                | Výkon vítěze | Stříbro            | Bronz               |
| ---- | -------------- | -------------------- | ------------ | ------------------ | ------------------- |
| 1896 | Atény          | Edwin Flack          | 4:33,2       | Arthur Blake       | Albin Lermusiaux    |
| 1900 | Paříž          | Charles Bennett      | 4:06,2       | Henri Deloge       | John Bray           |
| 1904 | St. Louis      | James Lightbody      | 4:05,4       | William Verner     | Lacey Hearn         |
| 1908 | Londýn         | Melvin Sheppard      | 4:03,4       | Harold Wilson      | Norman Hallows      |
| 1912 | Stockholm      | Arnold Jackson       | 3:56,8       | Harold Wilson      | Norman Taber        |
| 1920 | Antverpy       | Albert Hill          | 4:01,8       | Philip Baker       | Lawrence Shields    |
| 1924 | Paříž          | Paavo Nurmi          | 3:53,6       | Philip Baker       | Henry Stallard      |
| 1928 | Amsterodam     | Harri Larva          | 3:53,2       | Jules Ladoumegue   | Eino Purje          |
| 1932 | Los Angeles    | Luigi Beccali        | 3:51,2       | Jerry Cornes       | Phil Edwards        |
| 1936 | Berlín         | Jack Lovelock        | 3:47,8       | Glenn Cunningham   | Luigi Beccali       |
| 1948 | Londýn         | Henry Eriksson       | 3:49,8       | Lennart Strand     | Willem Slijkhuis    |
| 1952 | Helsinky       | Josy Barthel         | 3:45,1       | Bob McMillen       | Werner Lueg         |
| 1956 | Melbourne      | Ron Delany           | 3:41,2       | Klaus Richtzenhain | John Landy          |
| 1960 | Řím            | Herb Elliott         | 3:35,6       | Michel Jazy        | István Rózsavölgyi  |
| 1964 | Tokio          | Peter Snell          | 3:38,1       | Josef Odložil      | John Davies         |
| 1968 | Mexico City    | Kipchoge Keino       | 3:34,9       | Jim Ryun           | Bodo Tümmler        |
| 1972 | Mnichov        | Pekka Vasala         | 3:36,3       | Kipchoge Keino     | Rod Dixon           |
| 1976 | Montréal       | John Walker          | 3:39,17      | Ivo Van Damme      | Paul-Heinz Wellmann |
| 1980 | Moskva         | Sebastian Coe        | 3:38,40      | Jürgen Straub      | Steve Ovett         |
| 1984 | Los Angeles    | Sebastian Coe        | 3:32,53      | Steve Cram         | José Manuel Abascal |
| 1988 | Seoul          | Peter Rono           | 3:35,95      | Peter Elliott      | Jens-Peter Herold   |
| 1992 | Barcelona      | Fermín Cacho         | 3:40,12      | Rachid El Basir    | Muhammad Sulajmán   |
| 1996 | Atlanta        | Noureddine Morceli   | 3:35,78      | Fermín Cacho       | Stephen Kipkorir    |
| 2000 | Sydney         | Noah Ngeny           | 3:32,07      | Hišám Al-Karúdž    | Bernard Lagat       |
| 2004 | Atény          | Hišám Al-Karúdž      | 3:34,18      | Bernard Lagat      | Rui Silva           |
| 2008 | Peking         | Asbel Kipruto Kiprop | 3:33,11      | Nick Willis        | Mehdi Baala         |
| 2012 | Londýn         | Taoufik Makhloufi    | 3:34,08      | Leonel Manzano     | Abdalaati Iguider   |
| 2016 | Rio de Janeiro | Matthew Centrowitz   | 3:50,00      | Taoufik Makhloufi  | Nick Willis         |
| 2020 | Tokio          | Jakob Ingebrigtsen   | 3:28,32      | Timothy Cheruiyot  | Josh Kerr           |
| 2024 | Paříž          | Cole Hocker          | 3:27,85 – OR | Josh Kerr          | Yared Nuguse        |

## Medailové pořadí zemí
| Pořadí             | Země                                 | Zlato | Stříbro | Bronz | Celkem |
| ------------------ | ------------------------------------ | ----- | ------- | ----- | ------ |
| 1.                 | Velká Británie (GBR)                 | 5     | 6       | 4     | 15     |
| 2.                 | Spojené státy americké (USA)         | 4     | 7       | 4     | 15     |
| 3.                 | Keňa (KEN)                           | 4     | 3       | 2     | 9      |
| 4.                 | Nový Zéland (NZL)                    | 3     | 1       | 3     | 7      |
| 5.                 | Finsko (FIN)                         | 3     | 0       | 1     | 4      |
| 6.                 | Alžírsko (ALG)                       | 2     | 1       | 0     | 3      |
| 7.                 | Austrálie (AUS)                      | 2     | 0       | 1     | 3      |
| 8.                 | Maroko (MAR)                         | 1     | 2       | 1     | 4      |
| 9.                 | Španělsko (ESP)                      | 1     | 1       | 1     | 3      |
| 10.                | Švédsko (SWE)                        | 1     | 1       | 1     | 3      |
| 11.                | Itálie (ITA)                         | 1     | 0       | 1     | 2      |
| 12.                | Irsko (IRL)                          | 1     | 0       | 0     | 1      |
| 13.                | Lucembursko (LUX)                    | 1     | 0       | 0     | 1      |
| 14.                | Norsko (NOR)                         | 1     | 0       | 0     | 1      |
| 15.                | Francie (FRA)                        | 0     | 3       | 2     | 5      |
| 16.                | Německá demokratická republika (GDR) | 0     | 1       | 1     | 2      |
| 17.                | Belgie (BEL)                         | 0     | 1       | 0     | 1      |
| 18.                | Československo (TCH)                 | 0     | 1       | 0     | 1      |
| 19.                | Švýcarsko (SUI)                      | 0     | 1       | 0     | 1      |
| 20.                | Západní Německo (FRG)                | 0     | 0       | 2     | 2      |
| 21.                | Kanada (CAN)                         | 0     | 0       | 1     | 1      |
| 22.                | Maďarsko (HUN)                       | 0     | 0       | 1     | 1      |
| 23.                | Nizozemsko (NED)                     | 0     | 0       | 1     | 1      |
| 24.                | Portugalsko (POR)                    | 0     | 0       | 1     | 1      |
| 25.                | Katar (QAT)                          | 0     | 0       | 1     | 1      |
| Celkem po LOH 2020 | Celkem po LOH 2020                   | 29    | 29      | 29    | 87     |

### Ženy
od roku 1972
| Rok  | Místo          | Zlato                  | Výkon vítěze | Stříbro                  | Bronz                |
| ---- | -------------- | ---------------------- | ------------ | ------------------------ | -------------------- |
| 1972 | Mnichov        | Ljudmila Braginová     | 4:01,38      | Gunhild Hoffmeisterová   | Paola Pigniová       |
| 1976 | Montréal       | Taťjana Kazankinová    | 4:05,48      | Gunhild Hoffmeisterová   | Ulrike Brunsová      |
| 1980 | Moskva         | Taťjana Kazankinová    | 3:56,56      | Christiane Wartenbergová | Naděžda Olizarenková |
| 1984 | Los Angeles    | Gabriella Dorio        | 4:03,25      | Doina Melinteová         | Maricica Puicăová    |
| 1988 | Soul           | Paula Ivanová          | 3:53,96      | Laimutė Baikauskaitė     | Tetjana Samolenková  |
| 1992 | Barcelona      | Hassiba Boulmerka      | 3:55,30      | Ljudmila Rogačovová      | Čchü Jün-sia         |
| 1996 | Atlanta        | Světlana Mastěrkovová  | 4:00,83      | Gabriela Szabóová        | Theresia Kieslová    |
| 2000 | Sydney         | Nouria Mérah-Benida    | 4:05,10      | Violeta Szekely          | Gabriela Szabóová    |
| 2004 | Atény          | Kelly Holmesová        | 3:57,90      | Taťjana Tomašovová       | Maria Cioncanová     |
| 2008 | Peking         | Nancy Langat           | 4:00,23      | Iryna Liščynská          | Natalija Tobiasová   |
| 2012 | Londýn         | Meriem Jusuf Džamalová | 4:10,23      | Abeba Aregawiová         | Shannon Rowburyová   |
| 2016 | Rio de Janeiro | Faith Kipyegonová      | 4:08,92      | Genzebe Dibabaová        | Jennifer Simpsonová  |
| 2020 | Tokio          | Faith Kipyegonová      | 3:53,11      | Laura Muirová            | Sifan Hassanová      |
| 2024 | Paříž          | Faith Kipyegonová      | 3:51,29 – OR | Jessica Hullová          | Georgia Bellová      |

## Medailové pořadí zemí
| Pořadí             | Země                                 | Zlato | Stříbro | Bronz | Celkem |
| ------------------ | ------------------------------------ | ----- | ------- | ----- | ------ |
| 1.                 | Sovětský svaz (URS)                  | 3     | 1       | 2     | 6      |
| 2.                 | Keňa (KEN)                           | 3     | 0       | 0     | 3      |
| 3.                 | Alžírsko (ALG)                       | 2     | 0       | 0     | 2      |
| 4.                 | Rumunsko (ROU)                       | 1     | 3       | 3     | 7      |
| 5.                 | Rusko (RUS)                          | 1     | 2       | 0     | 3      |
| 6.                 | Velká Británie (GBR)                 | 1     | 1       | 0     | 2      |
| 7.                 | Itálie (ITA)                         | 1     | 0       | 1     | 2      |
| 8.                 | Bahrajn (BRN)                        | 1     | 0       | 0     | 1      |
| 9.                 | Německá demokratická republika (GDR) | 0     | 3       | 1     | 4      |
| 10.                | Etiopie (ETH)                        | 0     | 1       | 1     | 2      |
| 11.                | Ukrajina (UKR)                       | 0     | 1       | 1     | 2      |
| 12.                | Sjednocený tým (EUN)                 | 0     | 1       | 0     | 1      |
| 13.                | Rakousko (AUT)                       | 0     | 0       | 1     | 1      |
| 14.                | Čína (CHN)                           | 0     | 0       | 1     | 1      |
| 15.                | Spojené státy americké (USA)         | 0     | 0       | 1     | 1      |
| 16.                | Nizozemsko (NED)                     | 0     | 0       | 1     | 1      |
| Celkem po LOH 2020 | Celkem po LOH 2020                   | 13    | 13      | 13    | 39     |